# 圣克莱芒德雷尼亚
圣克莱芒德雷尼亚（法語：Saint-Clément-de-Régnat，法語發音：[sɛ̃ klemɑ̃ də ʁeɲa]）是法国多姆山省的一个市镇，位于该省北部，属于里永区。

## 地理
圣克莱芒德雷尼亚（46°0'1"N, 3°17'49"E）面积15 平方千米，位于法国奥弗涅-罗讷-阿尔卑斯大区多姆山省，该省份为法国中南部省份，北起阿列省接壤，东临卢瓦尔省，南至上盧瓦爾省和康塔爾省，西接科雷兹省和克勒兹省。
与圣克莱芒德雷尼亚接壤的市镇（或旧市镇、城区）包括：巴和勒扎、比西埃和普兰、埃菲亚、朗当、圣安德烈勒科克、圣但尼孔巴尔纳扎、蒂雷、莱塞尔新城。

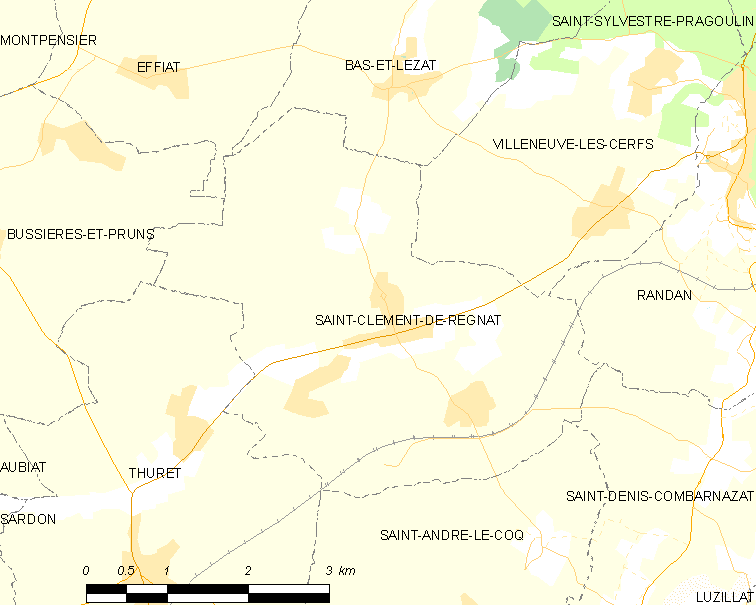
圣克莱芒德雷尼亚的OSM定位图

圣克莱芒德雷尼亚的时区为UTC+01:00、UTC+02:00（夏令时）。

## 行政
圣克莱芒德雷尼亚的邮政编码为63310，INSEE市镇编码为63332。

## 政治
圣克莱芒德雷尼亚所属的省级选区为马兰格县。

## 人口

1962-2008年间圣克莱芒德雷尼亚人口变化图示

圣克莱芒德雷尼亚于2022年1月1日时的人口数量为522人。